# Turraea heterophylla
Turraea heterophylla är en tvåhjärtbladig växtart som beskrevs av James Edward Smith. Turraea heterophylla ingår i släktet Turraea och familjen Meliaceae. Inga underarter finns listade i Catalogue of Life.